# Janusz Domagalik
Janusz Domagalik (ur. 5 lipca 1931 w Czeladzi, zm. 27 grudnia 2007 w Warszawie) – polski prozaik, dziennikarz, autor słuchowisk radiowych i widowisk telewizyjnych.

## Życiorys
Ukończył studia na kierunku filologia polska w Wyższej Szkole Pedagogicznej. Studiował również na Wydziale Dyplomatyczno-Konsularnym Akademii Nauk Politycznych w Warszawie. W 1950 roku podjął pracę  jako dziennikarz. W latach 1956–1968 był naczelnym redaktorem "Świata Młodych", od 1968 roku kierownik Naczelnej Redakcji Programów dla Dzieci Polskiego Radia. W latach 1980-81 był redaktorem naczelnym Programu III Polskiego Radia, gdzie pracował do 1990 r.
Jako pisarz debiutował opowiadaniem Męska sprawa.

## Nagrody i wyróżnienia
- 1964 – nagroda w konkursie wydawnictwa "Horyzonty" za utwory Pieska moja niebieska i Idąc do siebie
- 1971 – Państwowa Nagroda Austriacka za Koniec wakacji
- 1975 – nagroda Prezesa Rady Ministrów za całokształt twórczości dla dzieci i młodzieży
- 1977 – Order Uśmiechu
- 1980 – Orle Pióro
- 1980 – Harcerska Nagroda Literacka
- 2001 – Honorowy obywatel Czeladzi[5].

## Twórczość
- 1963 Męska sprawa (opowiadanie; debiut)
- 1964 Pieska moja niebieska (opowiadanie)
- 1966 Koniec wakacji (1974 zekranizowana; lektura do klasy 8 szkoły podstawowej w okresie PRL)
- 1967 Księżniczka i chłopcy (nowele)
- 1968 Pięć przygód detektywa Konopki
- 1970 Idąc do siebie (opowiadanie)
- 1971 Marek (opowiadanie)
- 1972 Skarb szeryfa (opowiadanie)
- 1974 Irmina (opowiadanie; ciąg dalszy Marka)
- 1976-1977 cykl Banda Rudego (1988 zekranizowany jako Banda Rudego Pająka): Taki sobie Pająk (1976), Frontowa historia (1976), Gdzie jest sztandar? (1976), Wielka akcja (1977),
- 1977 Zielone kasztany (połączenie Marka i Irminy)
- 1983 Jak mała Agata szła na koniec świata